# Poecilopsis lappograecaria
Poecilopsis lappograecaria är en fjärilsart som beskrevs av Bretschneider 1939. Poecilopsis lappograecaria ingår i släktet Poecilopsis och familjen mätare. Inga underarter finns listade i Catalogue of Life.